# Exceso de demanda

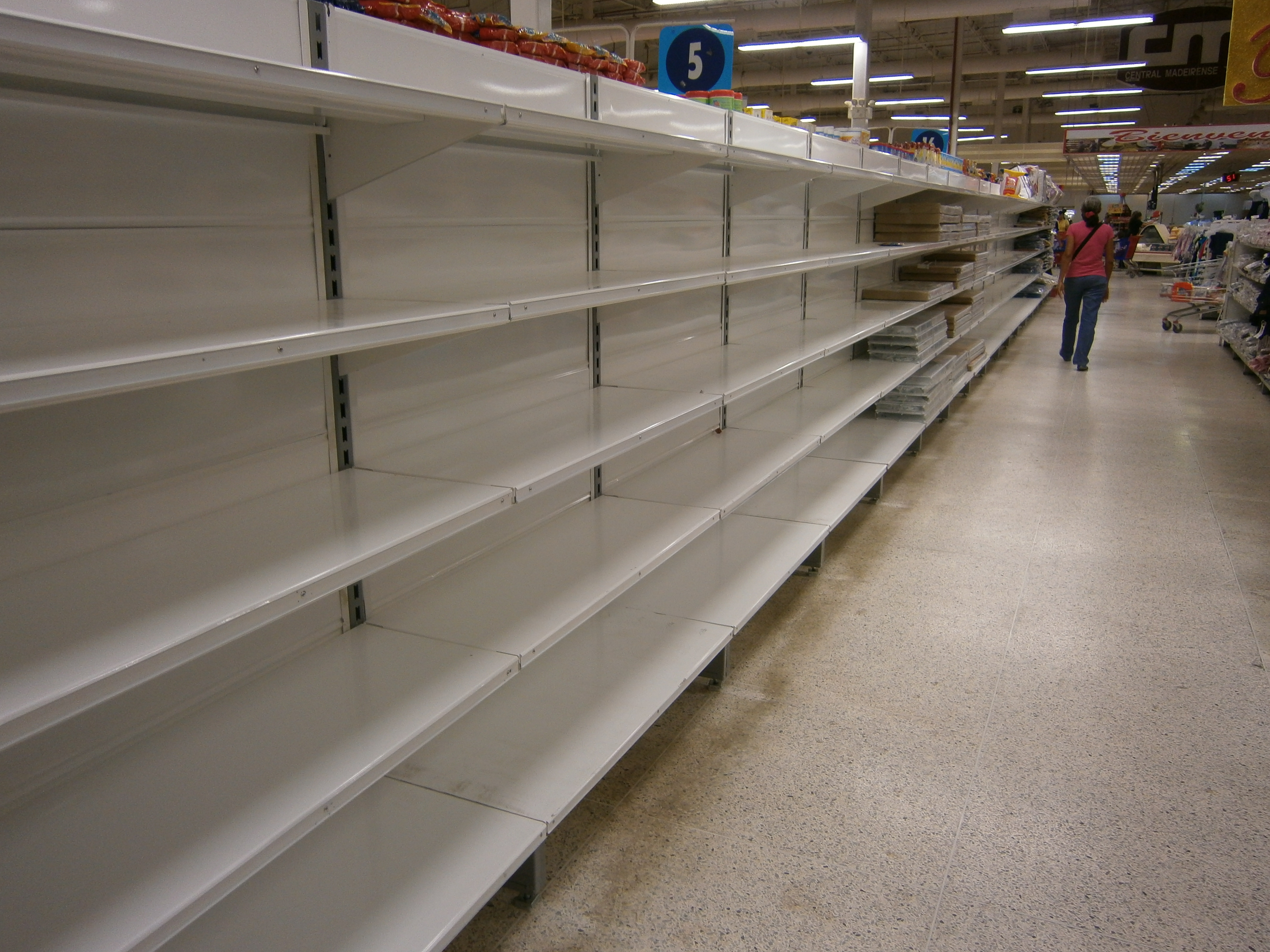
Exceso de demanda en Venezuela en 2014.

En Economía se entiende por escasez, exceso de demanda o sobredemanda la situación en que la cantidad  (demanda) de un producto o servicio excede a la cantidad ofrecida (oferta). Esto es lo opuesto a un exceso de oferta.

## Definición
En un mercado que funciona como competencia perfecta (de acuerdo a la microeconomía), un aumento de la demanda (y la consiguiente disminución de los inventarios de los productores) lleva a los productores a aumentar sus precios de venta de sus productos, para poder también aumentar su nivel de producción, hasta igualar a la demanda (ya que a mayores precios la demanda disminuye) y esto hace que el mercado se equilibre, esto se llama equilibrio económico. En una economía competitiva los productores solo pueden aumentar su nivel de producción si es que suben los precios de venta de sus productos, la razón es que los costos de producción son crecientes con el volumen. 
Cuando los mercados no están equilibrados, como en el caso de competencia perfecta, se dice que están desequilibrados. 
Los excesos de demanda se producen cuando hay imperfecciones en el mercado (como por ejemplo, cuando el gobierno fija precios máximos de ventas, a un precio inferior al precio de equilibrio de mercado) y por esta razón el mercado no alcanza el equilibrio, donde la cantidad demanda y ofrecida del producto son iguales. Cuando un mercado tiene exceso de demanda, la cantidad demandada por los consumidores es mayor a la cantidad ofrecida por los vendedores, esto hace caer los inventarios de los productores y estos no pueden aumentar su producción. La solución a estos excesos de demanda (o escasez), si no es posible subir los precios, son:
- Hacer filas de espera, donde el primero que llega es el que puede comprar.
- Boletos de racionamiento, como los que ha habido en períodos de guerra.

## Causas
Los excesos de demanda y el consiguiente desabastecimiento se explican principalmente por:
- Fijación de precios máximos (con un precio menor que el precio de equilibrio de ese mercado), o controles de precios, de parte del gobierno; que impide a los productores vender a un precio mayor al determinado por la autoridad.

- Leyes que impiden el alza de precios, el típico ejemplo de estos son las leyes que surgen después de desastres naturales como huracanes, terremotos, etc.

- Por una decisión de los mismos productores, por ejemplo en caso de que estos quieran tener una relación fraterna y de largo plazo con sus clientes habituales.

## Exceso de demanda en el modelo de oferta y demanda

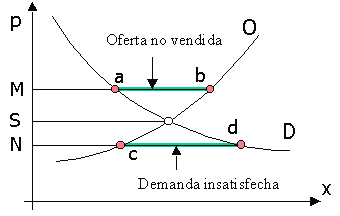
Diagrama básico de la oferta y la demanda en un mercado de un solo producto. Donde el eje de las Y representa el precio "p" y el eje de las X representa la cantidad ofrecida y demandada del producto. Hay una oferta O y una demanda D.

El exceso de demanda también se puede ver con el modelo de oferta y demanda usando el análisis gráfico, como se aprecia en el gráfico a la derecha.
Si se está en el caso de un mercado de un solo producto, aunque este supuesto se podría expandir a un análisis macroeconómico, donde se tendría un modelo de oferta y demanda agregada. En un mercado competitivo y dinámico, el equilibrio se alcanzaría a un precio S, donde la oferta y demanda del producto se igualan. Si por ejemplo, el gobierno fijara un precio máximo del producto en N, se tendría que a ese precio la cantidad demanda del producto (el punto d) es mayor a la cantidad ofrecida (el punto c). En el gráfico se muestra que el exceso de demanda es la diferencia entre las cantidades (d – c), también denominada como "demanda insatisfecha". 
Lo contrario al exceso de demanda es el exceso de oferta, este se produciría si el gobierno fijara un precio mínimo de M, mayor al precio de equilibrio S.
Cuando un mercado está desequilibrado esto produce pérdidas sociales, es decir, pérdidas de excedentes del productor y del consumidor. En esos casos, la economía como un todo deja de ser eficiente ya que los demandantes consumen menos bienes de los que hubiesen podido consumir si el mercado fuese competitivo. 

## Exceso de demanda pueden causar
- Mercados negros, los cuales son mercados ilegales donde los productos se venden a un precio mayor al de los mercados convencionales.
- Controles de demanda artificiales, como por ejemplo el tiempo (como el caso de la gente haciendo filas para comprar un bien) y racionamiento.
- Métodos no monetarios como nepotismo e incluso violencia para repartir los bienes escasos.
- Compras de pánico
- Discriminación de precios.

## Ejemplos
- Racionamientos ocurridos en el Reino Unido durante las guerras mundiales.
- Durante 1973 en la crisis del petróleo, en las cuales largas filas de automóviles y racionamiento fueron usados para controlar la cantidad demanda.
- En la antigua Unión Soviética durante la década de 1980, los precios de algunos bienes fueron fijados a niveles artificialmente bajos. Los ciudadanos soviéticos tenían que esperar en filas para varios de los bienes con precios controlados, como automóviles, algunos tipos de ropas y departamentos.
- De mediados de los 2000 hasta la actualidad ha habido escasez en Venezuela, esta se explica por las políticas económicas seguidas por el gobierno venezolano,[3] tales como: restricciones a las importaciones, controles cambiarios o de tipo de cambio, controles de precios, expropiaciones de empresas...todo esto ha llevado a la disminución de la producción. Como resultado de esa escasez los venezolanos tienen que esperar horas en filas para comprar algunos productos.[4][5][6]

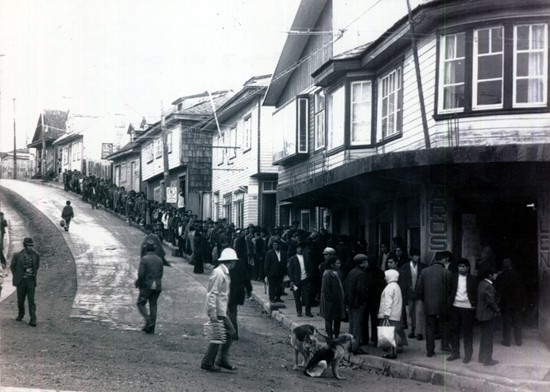
Colas debido al desabastecimiento de productos durante el gobierno de Salvador Allende en 1972.

- Colas debido al desabastecimiento de productos durante el gobierno de Salvador Allende en 1972.A principios de la década de 1970 en Chile, se aplicaron controles de precios, se cerró la economía al comercio internacional, expropiaciones de empresas productivas, una expansión gigante de la cantidad de dinero. Todo lo anterior llevó a escasez y exceso de demanda, para controlarla el Gobierno implementó filas de espera para comprar los bienes básicos, regulaciones en las cantidades compradas y nepotismo.[7]

De acuerdo a lo que se piensa en la actualidad, en especial del punto de vista de la Ciencia Económica moderna, si la escasez (o exceso de demanda) es buena o mala, depende de los puntos de vista éticos que quiera imponer la autoridad Política. Por ejemplo; el uso de drogas nocivas para la salud pública, el restringir su venta pudiese ser beneficioso para la Sociedad. Si bien es cierto que algunos economistas, como Milton Friedman, son partidarios de legalizar el uso de drogas.